# Mondofilm
Mondofilm er en type dokumentarfilm inden for exploitationsgenren. Mondofilm omhandler normalt opsigtsvækkende og tabubelagte emner såsom sex og død, men kan variere i emnet. Ordet "mondo" er italiensk for verden, mens det engelske ord shockumentary (et portmanteau af shock og documentary) også bruges til at beskrive filmgenren.
Mondofilm benytter en kombination af ægte og iscenesatte filmklip, hvor genren nogle gange minder om en fiktiv dokumentarfilm. Fælles træk ved mondofilm er fremhævelsen af emner såsom stoffer, kriminalitet, fremmede kulturer (som enten er meget forsimplede, unøjagtige eller racistisk fremstillet), men med tiden er det især emner som sex, vold, lemlæstelse og død (både ægte og iscenesat), der ofte præger filmene.
Mondofilm begyndte at stige i popularitet i 1960'erne med film som Mondo Cane (1962), Mondo Cane 2 (1963), Women of the World (1963) og Farvel til Afrika (1966). I løbet af 1970'erne udkom film som Vor grusomme verden (1975) og Dødens ansigt (1978). Sidstnævnte inspirerede utallige imitatorer i slutningen af det 20. århundrede. Genren har ofte været centrum for kontroverser, ligesom inklusionen af voldsomt indhold har resulteret i censur af sådanne film.